# Macrotona lineosa
Macrotona lineosa är en insektsart som först beskrevs av Walker, F. 1870.  Macrotona lineosa ingår i släktet Macrotona och familjen gräshoppor. Inga underarter finns listade i Catalogue of Life.